# Coşkun Özarı
Coşkun Özarı (1931 - 22 de junio de 2011) fue un jugador de fútbol y entrenador de Turquía.
Nacido en 1931, se unió a Galatasaray como un estudiante muy joven. Después de graduarse de Galatasaray Lycee, apareció por primera vez en Galatasaray a los 17 años. Özarı fue conocido por su lucha difícil, pero con modales suaves.
Su liderazgo en la defenso lo llevó a liderar el equipo con Gündüz Kılıç como entrenador, y Turgay Şeren en la portería, a varios campeonatos y victorias de la Copa de Turquía.
La carrera de Özarı como jugador terminó pronto debido a su deseo de ser entrenador. En 1961, asistió a un seminario de entrenamiento en Inglaterra, liderado por Walter Winterbottom.
Cuando regresó a casa, se convirtió en el asistente de entrenador de Galatasaray. Tres años después, tuvo la posición como entrenador, desde Kılıç y llevó al equipo a cuatro campeonatos.
Cuando fue nombrado entrenador del equipo nacional, en 1965, entrenó al equipo durante 10 años. Dirigió el equipo desde 1972 hasta 1976. Terminó su carrera como entrenador en 1986 y se convirtió en periodista deportivo.

## Muerte
Murió en Estambul el 22 de junio de 2011.